# Dodge Deluxe
Der Dodge Deluxe (auch Dodge Serie DR) war ein PKW der Firma Dodge in Detroit, der als ein Nachfolger der Dodge DP-Serie im Januar 1934 als luxuriösestes Modell vorgestellt wurde. Die mittlere Variante war der Dodge Special, die am einfachsten ausgestattete der Dodge Standard. Im Folgejahr wurde dieses Dreigestirn durch das Modell New Value ersetzt.
Im September 1940 tauchte der Name wieder für die Dodge Serie D19 auf, die das Modell Luxury Liner ersetzte. Nun bezeichnete Deluxe das einfacher ausgestattete 1941er-Modell, wobei das luxuriösere Custom hieß. Als Dodge Serie D22 wurde dieses Modell ab September 1941 bis zur Einstellung der Zivilproduktion im Februar 1942 gebaut. 1946 war der Deluxe zusammen mit seinem Schwestermodell Custom der erste Dodge nach dem Zweiten Weltkrieg. Erst mitten im Modelljahr 1949 wurde er durch die Serien Wayfarer und Meadowbrook ersetzt.

## Von Jahr zu Jahr

### Serie DR (Januar 1934–November 1934)
Der Wagen hatte – wie seine Schwestermodelle Standard und Special – einen seitengesteuerten Sechszylinder-Reihenmotor mit 3.569 cm³, der 82 bhp (60,3 kW) bei 3600/min. leistete. Einscheiben-Trockenkupplung, Dreiganggetriebe und Hinterradantrieb hatte dieses Fahrzeug unverändert. Der Radstand des Fahrgestells betrug 2972 mm. Als Aufbauten wurden eine 2-türige Limousine, eine 4-türige Limousine mit 5 oder 7 Sitzplätzen, zwei 2-türige Coupés mit 2 oder 4 Sitzplätzen und ein 2-türiges Cabriolet mit 2 oder 4 Sitzplätzen geliefert. Wie damals üblich, gab es auch Fahrgestelle mit allen mechanischen Komponenten, die kundenseitig an Karosseriebaubetriebe vergeben wurden, die sie mit Spezialaufbauten versahen.

### Serien D19 / D22 (September 1940–Januar 1942)
Ebenso wie sein besser ausgestattetes Schwestermodell Custom hatte der Deluxe des Modelljahres 1941 den seitengesteuerten Sechszylinder-Reihenmotor des Vorgängers Luxury Liner mit 3.569 cm³, der nun allerdings 91 bhp (67 kW) bei 3.800/min abgab. Der Radstand des Fahrgestells betrug 3.035 mm und es gab neben dem 2-türigen Business-Coupé nur noch eine 2- und eine 4-türige Limousine. Gegenüber dem Vorgänger hatten Deluxe und Custom neben dem stärkeren Motor auch größere Fenster und alle Türen vorne angeschlagen.
Im kurzen Modelljahr 1942 erhielt der Deluxe, ebenso wie sein Schwestermodell Custom, einen größeren Motor mit 3772 cm³ Hubraum und einer Leistung von 105 bhp (77 kW) bei 3600/min. Auch die Fahrzeugfront wurde abgeändert: Der Kühlergrill bestand aus sieben verchromten Querstäben, die sich zwischen den Hauptscheinwerfern erstreckten. Zu den oben erwähnten Aufbauten des D19 kam beim D22 noch ein 2-türiges Club-Coupé mit 6 Sitzplätzen dazu.

### Serie D24S (September 1946–Dezember 1948)
Deluxe und Custom hießen auch die ersten nach dem Zweiten Weltkrieg von Dodge hergestellten Modellreihen. Die oben erwähnten Vorkriegskonstruktionen wurden im Wesentlichen übernommen. Lediglich der Kühlergrill wurde etwas verändert und zeigte nur ein verchromtes Gittermuster. Der 3,8-Liter-Motor leistete nur noch 102 bhp (75 kW) und das Club-Coupé war nicht mehr als Deluxe erhältlich. Mitten im Modelljahr im Januar 1949 lösten dann die Modelle Wayfarer und Meadowbrook den Deluxe und den Custom ab.